# Фракция КПРФ в Государственной думе V созыва
Фракция КПРФ в Государственной думе пятого созыва — депутатское объединение КПРФ в Госдуме V созыва (2007—2011). На выборах в Госдуму КПРФ получила 11,57 % (8 046 886 голосов), что дало ей право на 57 депутатских мандатов.

## Итоги выборов
Партия «Единая Россия» набрала 44 714 241 голосов избирателей или 64,3 % (в 2003 году — 22 776 294 голосов избирателей или 37,6 %). Своё резкое отставание от «Единой России» КПРФ объяснила неравными возможностями предвыборной борьбы и «колоссальными финансовыми и административными ресурсами» власти. На XII съезде партии 15 декабря 2007 года Иван Мельников в докладе президиума ЦК КПРФ высказал мнение о причинах высокого результата «Единой России». Он отметил, что свою роль сыграло то, что предвыборный список «Единой России» был возглавлен президентом Владимиром Путиным, имеющего высокий рейтинг, что является, по его мнению, попыткой подменить предвыборные тезисы вопросом доверия президенту. Мельников отметил специфику национальных республик, где по официальным результатам «Единая Россия» получила более 90 % голосов. По его утверждению, северокавказские и поволжские республики, на которые приходится более 9 миллионов голосов «Единой России» или около 20 % их результата, стали «поясом фальсификации»; специфику сельской местности, где из 20 миллионов избирателей около 80 % проголосовали за «Единую Россию». Как заявил Мельников, «там действовали совершено иные механизмы и агитации и голосования. Доступ к этому избирателю сегодня имеют только местные органы власти»; использование фальсификаций (по его словам, около 4,5 миллиона человек проголосовало вне помещений для голосования и ещё более 1 миллиона проголосовало по открепительным удостоверениям, что в сумме дало около 8 % избирателей от принявших участие в выборах; имела место подмена итоговых протоколов на избирательных участках).

## Деятельность
16 апреля 2008 года депутатами фракции Г. А. Зюгановым, О. Н. Смолиным, И. И. Мельниковым, С. Н. Решульским, Останиной, Плетнёвой был внесён законопроект «О внесении изменений в Федеральный закон „О трудовых пенсиях в Российской Федерации“». Он предусматривал увеличение базовой части пенсии с 1560 руб. до 2700 руб. с 1 января 2008 года. Фракция «Единой России» отказалась голосовать, законопроект был отклонён в первом чтении.
8 мая 2008 года фракция голосовала против назначения на должность председателя правительства Владимира Путина.
25 августа 2008 года, после войны в Грузии, фракция КПРФ поддержала проект постановления Государственной думы о необходимости признания Южной Осетии и Абхазии.
В мае 2009 года представители фракции провели встречу с президентом России Дмитрием Медведевым, обсуждались острые вопросы, касающиеся граждан страны.
8 июля 2009 года на встрече с президентом США Бараком Обамой Геннадий Зюганов заявил, что у возглавляемой им партии «есть разногласия с действующей в России власти по внутренней политике, но что касается внешней, то здесь совпадение мнений почти полное — КПРФ выступает категорически против расширения НАТО, против размещения американской ПРО в странах Восточной Европы, и это должен учесть Белый дом».
В июле 2009 года фракция выступила против принятия Государственной Думой во втором чтении законопроекта «Об охоте и сохранении охотничьих ресурсов и о внесении изменений в отдельные законодательные акты РФ». КПРФ обвинила представителей «Единой России» в том, что те продвигают законопроект в интересах крупного капитала, ущемляя права рядовых охотников-любителей и коренных малочисленных народов. В предложенной «Единой России» редакции законопроекта для участия в охоте предусматривается заключение «охотохозяйственных соглашений» на срок от 20 до 49 лет с победителями специально организованных аукционов.
В 2010 году фракция выступала против законопроекта «О полиции», в частности, против переименования милиции в полицию.
В ноябре 2010 года депутаты от КПРФ обратились с протокольным поручением в Комитет по вопросам местного самоуправления, обратив внимание на неготовность властей ряда регионов к холодам и случаи аварий в теплоснабжении.
24 декабря 2010 года фракция отказалась одобрить деятельность Правительства России за 9 месяцев 2010 года (313 депутатов «Единой России», напротив, одобрили её).
В декабре 2010 года фракция выступила против ратификации договора СНВ-3. По мнению КПРФ, «уничтожаются остатки щита, который создавался в течение 50 лет». 24 декабря 2010 года Госдума приняла в первом чтении законопроект «О ратификации Договора между Российской Федерацией и Соединенными Штатами Америки о мерах по дальнейшему сокращению и ограничению стратегических наступательных вооружений» (благодаря голосам «Единой России» и «Справедливой России»: 314 и 36 голосов «за»).

### События, связанные с Кущёвской
После массового убийства в Кущёвской Краснодарского края в ноябре 2010 года фракция подвергла критике как власти региона (особенно губернатора края А. Н. Ткачёва), так и правящий режим в целом. В заявлениях КПРФ говорилось, что причинами трагедии (символа «звериного оскала капитализма») стали борьба за передел земли, сращивание бандитов с властями и само экономическое устройство страны. В заявлении Зюганова отмечалось:

Центральная власть должна, наконец, признать, что главной причиной злодеяний, подобных трагедии в Кущевской, является нынешняя социально-экономическая система, поощряющая безудержное, зачастую криминальное обогащение и распродажу общественного достояния. Все это находится под прикрытием партии власти, препятствующей какой-либо коррекции курса страны. Беды России усугубляются безудержной пропагандой на телевидении и в других СМИ низменных «ценностей» наживы и насилия.
Без устранения этих фундаментальных пороков невозможно продвижение России вперед. Невозможно возрождение её достоинства, благополучия и безопасности её граждан.

В публикациях на сайте КПРФ обсуждалась возможная причастность членов кущёвской банды к «Единой России», их называли «современными кулаками», «эскадронами смерти» при сросшихся с властью «латифундистах», «Коза нострой».
В декабре 2010 года группа депутатов фракции прибыла в Кущёвскую, где провела встречу с местным партийным активом. Местный первый секретарь райкома КПРФ заявил, что численность банды составляет 100—120 человек. Бандиты, по его словам, при попустительстве властей запугивали жителей, совершали убийства. У самого первого секретаря райкома подожгли дом.
КПРФ также потребовала возобновить уголовное дело по факту исчезновения в 1996 году депутата Юрия Полякова, который предположительно был убит бандитами в Калининском районе Краснодарского края. 9 декабря 2010 года производство по делу было возобновлено.
По мнению КПРФ, «Кущёвка» — обычный срез российской действительности, случайно выбившийся в СМИ, а не «единичный, вопиющий случай», как это, по словам партии, пытаются представить власти.

## Список депутатов
1. Алфёров, Жорес Иванович
2. Андреев, Андрей Анатольевич
3. Апарина, Алевтина Викторовна
4. Афонин, Юрий Вячеславович
5. Багаряков, Алексей Владимирович
6. Гаврилов, Сергей Анатольевич
7. Гостев, Руслан Георгиевич
8. Денисенко, Олег Иванович
9. Езерский Николай Николаевич
10. Зюганов, Геннадий Андреевич
11. Илюхин, Виктор Иванович
12. Кашин, Борис Сергеевич
13. Кашин, Владимир Иванович
14. Квицинский, Юлий Александрович
15. Коломейцев, Виктор Андреевич
16. Коломейцев, Николай Васильевич
17. Комоедов, Владимир Петрович
18. Корниенко, Алексей Викторович
19. Куликов, Александр Дмитриевич
20. Куликов, Олег Анатольевич
21. Купцов, Валентин Александрович
22. Левченко, Сергей Георгиевич
23. Локоть, Анатолий Евгеньевич
24. Маслюков, Юрий Дмитриевич
25. Мельников Иван Иванович
26. Муравленко, Сергей Викторович
27. Никитин, Владимир Степанович
28. Новиков, Дмитрий Георгиевич
29. Обухов, Сергей Павлович
30. Останина, Нина Александровна
31. Паутов, Виктор Николаевич
32. Плетнёва, Тамара Васильевна
33. Пономарёв, Алексей Алексеевич
34. Разворотнев, Николай Васильевич
35. Рашкин, Валерий Фёдорович
36. Решульский, Сергей Николаевич
37. Романов, Валентин Степанович
38. Романов, Пётр Васильевич
39. Русских, Алексей Юрьевич
40. Рябов, Николай Фёдорович
41. Савицкая, Светлана Евгеньевна
42. Свечников, Пётр Григорьевич
43. Смолин, Олег Николаевич
44. Собко, Сергей Васильевич
45. Сокол, Святослав Михайлович
46. Соловьёв, Вадим Георгиевич
47. Стародубцев, Василий Александрович
48. Улас, Владимир Дмитриевич
49. Федоткин, Владимир Николаевич
50. Харитонов, Николай Михайлович
51. Хахичев, Владимир Дмитриевич
52. Чикин, Валентин Васильевич
53. Ширшов, Константин Владимирович
54. Штогрин, Сергей Иванович
55. Шурчанов, Валентин Сергеевич
56. Эдель, Игорь Олегович
57. Юрчик, Владислав Григорьевич